# 路遥
路遥（1949年12月3日—1992年11月17日），原名王卫国，陕西清涧人。中华人民共和国作家。曾任中国作家协会陕西分会党组成员、副主席。

## 生平
1949年12月3日生于陕西省清涧县王家堡村一个贫困的农民家庭。7岁时的1957年秋，被过继给陕西省延川县郭家沟的大伯家。1966年在延川县中学初中毕业，文化大革命爆发后，成为延川县中学学生组织“井冈山”的负责人，也是全县持相近观点一派串联起来的群众组织“延川县红色造反第四野战军”（简称“红四野”）的负责人。1968年延川县落实军代表、老干部、造反派“三结合”“大联合”后，以群众组织代表身份被结合为延川县革命委员会副主任。一年后即1969年仕途受挫，作为“回乡知青”回到老家郭家沟村务农。这段时间里他做过许多临时性的工作，并在延川县城关公社马家店小学当民办教师一年。
1970年开始写作，从办公社大队黑板报到县级刊物《延川文化》、自编文艺小报《山花》、自编诗集《延安山花》，再到延安地区的《延安报》、陕西省的《陕西文艺》，一步步闯出自己的文学道路。最初从事创作是从写诗开始的，大约在1973年前后开始转向小说创作。《优胜红旗》是路遥的第一篇小说，最初发表在《山花》第七期，又登在《陕西文艺》复刊号上。路遥凭借创作才能调入延川县政工组。1973年作为工农兵大学生入延安大学中文系。1976年毕业后在《陕西文艺》（陕西省文联主办的文学刊物，“文革”前为《延河》，“文革”复刊时更名为《陕西文艺》，“文革”结束后恢复原名《延河》）编辑部工作。1970年代中期以后，发表了一些影响较大的作品。1982年加入中国作家协会。1986年后，推出长篇小说《平凡的世界》第一、二部。
写完《平凡的世界》第三部后，因为已患数年的乙肝形成肝硬化腹水，1992年8月6日入住延安地区人民医院，不久转院至西安的西京医院，1992年11月17日在西京医院病逝，年仅42岁。
路遥的小说多为农村题材，描写农村和城市之间发生的人和事。作品有中篇小说《惊心动魄的一幕》（1980年，获第一届全国优秀中篇小说奖）、《人生》（第二届全国优秀中篇小说奖，并被改编成同名电影），短篇小说《姐姐》、《风雪腊梅》等，以及长篇小说《平凡的世界》（1991年，获得第三届茅盾文学奖）。其全部作品收集在《路遥文集》五卷。

## 著作

### 长篇小说
- 平凡的世界（全三卷）1986年第一卷，1988年第二卷，1989年第三卷，中国文联出版公司

### 中篇小说
- 人生，1982年
- 惊心动魄的一幕
- 在困难的日子里
- 我和五叔的六次相遇
- 黄叶在秋风中飘落

### 短篇小说
- 月夜静悄悄
- 一生中最高兴的一天
- 夏
- 姐姐
- 风雪腊梅
- 青松与小红花
- 匆匆过客
- 痛苦

### 杂文集
- 早晨从中午开始，1992年
- 路遥小说选自序
- 关于《人生》的对话
- 土地的寻觅
- 作家的劳动
- 柳青的遗产
- 无声的汹涌
- 生活咏叹调
- 生活的大树万古长青
- 《人生》法文版序
- 这束淡弱的折光
- 艺术批评的根基

### 文集
- 《路遥文集》五卷，1993年陕西人民出版社
- 《路遥全集》六卷，2000年太白文艺出版社、广州出版社（长篇小说3卷，中篇、短篇小说、散文随笔各1卷）
- 《路遥全集》六卷，2013年北京十月文艺出版社（长篇小说3卷，中篇、短篇小说、散文随笔各1卷）
- 《路遥全集》八卷，2019年北京十月文艺出版社（长篇小说4卷，中短篇小说2卷、散文1卷、剧本诗歌书信1卷）

## 家庭
- 父：王玉宽，2007年7月17日病逝。[4]
- 母：马芝兰，2011年3月26日病逝。[5]
- 养父（大伯父）：王玉德，1988年逝世。
- 养母（大伯母）：李桂英，2004年逝世。[6]
- 二弟：王卫军，1996年患肝硬化腹水逝世。
- 三弟：王天云
- 四弟：王天乐，2007年4月患肝硬化腹水逝世。
- 五弟：王天笑[7]
- 妹妹：王英
- 妹妹：王萍
- 妻：林达。福建厦门人。1978年1月25日与路遥在延川县结婚。[1]1992年初，和路遥曾达成协议离婚的方案，但未签署。[8]
  - 女儿：路远

## 纪念
- 路遥墓：位于陕西省延安市延安大学文汇山。
- 路遥文学馆：位于陕西省延安市延安大学的窑洞建筑群一排，2007年11月开馆。
- 路遥纪念馆：位于陕西省清涧县石咀驿镇王家堡村的210国道东侧，与路遥故居毗邻。2010年12月建成，2011年12月3日开馆。
- 路遥故居：位于陕西省清涧县石咀驿镇王家堡村。
- 路遥故居：位于陕西省延川县延川镇郭家沟村。